# Trzęsienie ziemi w Kolumbii (1979)
Trzęsienie ziemi w Kolumbii – trzęsienie ziemi, jakie miało miejsce w  Kolumbii (na Oceanie Spokojnym, 75 km na zachód od miasta Tumaco), w dniu 12 grudnia 1979 roku, powodując zniszczenia i ofiary w Kolumbii i Ekwadorze.